# Liste der Monuments historiques in Bezalles
Die Liste der Monuments historiques in Bezalles führt die Monuments historiques in der französischen Gemeinde Bezalles auf.

## Liste der Objekte
| Bezeichnung                                 | Beschreibung          | Standort                                 | Kennzeichnung | Schutzstatus | Datum | Bild           |
| ------------------------------------------- | --------------------- | ---------------------------------------- | ------------- | ------------ | ----- | -------------- |
| Skulpturengruppe Kreuzabnahme               | Holz, 16. Jahrhundert | in der Kirche Ste-Marie-Madeleine (Lage) | PM77000113    | Classé       | 1908  |                |
| Skulptur Madonna und Kind (wurde gestohlen) | Holz, 13. Jahrhundert | in der Kirche Ste-Marie-Madeleine (Lage) | PM77000112    | Classé       | 1908  | weitere Bilder |